# شمس‌آباد (تاجیکستان)
شمس‌آباد (به لاتین: Shamsobod) یک منطقهٔ مسکونی در تاجیکستان است که در ولایت سغد واقع شده‌است.